# Andrin Huber
Andrin Huber, född 27 juni 2004, är en schweizisk friidrottare som tävlar i mångkamp.

## Karriär
Andrin Huber tog brons i tiokamp vid junior-EM 2023. Vid U23-EM 2025 tog han guld i mångkampen.